# 卡琳·辛斯塔
卡琳·辛斯塔（挪威語：Karin Singstad，1958年12月29日—），生于特隆赫姆，挪威前女子手球运动员。她曾代表挪威国家队参加1988年夏季奥林匹克运动会手球比赛，获得一枚银牌。